# Komisarz artylerii
Obercejgwart – urząd wojskowy w Korpusie Artylerii Koronnej.
Obowiązki komisarza artylerii zawarte były w regulaminie z 1767 w artykule „Powinności każdego z Osobna Artyllerysty podług Stopnia y Urzędu tak względem umieiętności jako y Służby Pańskiey”.

Urząd Kommisarza Artylleryi iest to być sprawcą wszystkich sprawunków do Artylleryi należących, tak do nazpiżowania Ceughauzów, różnego rodzaju Ammunicyi, lako też na wyprawy w Pole potrzebne oraz Sprządzenie Wozów Ammonicional-nych, Karc Szanceugu, naczynia minierskie tudzież Ślusarskie, Stelmaskie, Kowalskie y Kolodzieyskie, do ciągła Sprzężaie, Konie, Woły y Woźnice, jako też wszystkie inne sprzęty, Których od Generała Artylleryi będzie miał Dyspozycyą y Specyfikacyą, a z każdego Expensu wyrachować się ma Generałowi Artylleryi tudzież Sprawunki czynić Munderunków y Przymunderunków na Całą Artylleryą, wydając na Unterstaab Kommenderującym, a zaś na Kompanie Kapitanom, aby Każdego to doszło punktualnie podług wyznaczenia ninieyszego Regulamentu. Y na to wszystko gdy od Kompanii y za Unterstab gdy odbierze Kwity, jako też z wypłaco¬nych GażyLenugów, ztemi popisać się powinien Generałow Artylleryi, od którego Generalny Kwit otrzyma dla obrachowania się przed naywyszym sądem naszym woyskowym, corocznie y Trzymaiąc Kasę Artylleryi w Swym Szafunku sprawić się powinien, jak pod Ordynacyą Kasy Od nas Uczynioną ma zupełne Opisanie. A że do Konsztów Artylleryi y wiadomości nie iest obowiązany, tedy do dalszego Awansu w Artylleryi przyczyny mieć nie będzie ani też w Woysku żadnym drugi szarży nie przyjmie. Aby dostarczył Kommissarskiey Powinności Interesa Prawne, leżeli by zaszły iakowe, tych jako Plenipotent Artylleryi doyrzyć y dopilnować ma, a na wszystkie przeiazdki osobiście Gaża jego wystarczyć powinna, Oprócz Expensy Kancellaryi.